# チュヂ族
チュヂ族（ロシア語: чудь）は、キエフ大公国期の史料に言及される、フィン・ウゴル系の部族である。一般に、ヴォヂ族、ヴェシ族、スミ族(ru)、ヤミ族と同じく、沿バルト＝フィングループとされる。

## 語源
「チュヂ（чудь）」という名称の語源は、「不思議な・奇妙な」という意味の言葉（参照 - 現代ロシア語：чудный）とする説、フィン・ウゴル系言語の神話上の人物（参照 -サーミ語：čutte）に拠るとする説、ゴート語で人々を意味するþiudаとする説などがある。

## 史料上の言及
(留意事項)：本節では歴史的民族に対して「族」を用いている日本語文献の表記に従い、「- 族」の呼称で統一している。また、カタカナ表記は便宜上、ロシア語からの転写に統一している。
レートピシ（ルーシの年代記）等における、「チュヂ」という表記での主な言及は以下のとおりである。（ただし文脈上、明らかに他のフィン・ウゴル系部族も含めて「チュヂ」として言及されているものがある。）
- 『原初年代記』859年：海を越えてきたヴァリャーグは、チュヂ族、イリメニ・スロヴェネ族、メリャ族、クリヴィチ族にダーニ（貢税）を課した。一方ハザールはポリャーネ族、セヴェリャーネ族、ヴャチチ族にダーニを課した[4]。
- 『原初年代記』860年（「リューリク招致伝説」）：ルーシの地は内戦が起きていた。スロヴェネ族、クリヴィチ族、チュヂ族、ヴェシ族らは内戦を収めるべく相談し、海の彼方のヴァリャーグのもとに、諸族を統治する公の派遣を要請した。このとき招かれた公の名をリューリクという[5]。
- 『原初年代記』882年：オレグはヴァリャーグ、イリメニ・スロヴェネ族、クリヴィチ族、ヴェシ族、チュヂ族らを率いて遠征を行い、スモレンスクを占領した[6]。
- 『原初年代記』1030年：キエフ大公ヤロスラフはチュヂ族への遠征を行いその地を征服すると、都市ユーリエフ（現タルトゥ）を建設した[7]。

上記以外にも、チュヂ族は907年、980年にキエフ大公の遠征軍に加わっている。10世紀末にはチュヂ族の兵士が、遊牧民のペチェネグ族に対する防衛軍としてルーシ南部に置かれた。これらの記述のうち、「リューリク招致伝説」のチュヂ族については、19世紀の歴史家セルゲイ・ソロヴヨーフ(ru)によって、ヴォドスカヤ・ピャチナ(ru)（ノヴゴロド圏(ru)の区画の1つ）に住むヴォヂ族ではないかという仮説が提唱された。また、キエフ大公ヤロスラフの征服したチュヂ族は、ユーリエフの位置より、エストィ族(ru)（ロシア語: Эсты。エストニア語ではAestii）がチュヂ族として言及されているとみなされうる。なお、より後世の年代記では、エストィ族とセツ族(ru)（エストニア語ではSetud）をさしてチュヂ、さらにはチュヂ・プスコフスカヤ（プスコフのチュヂ族）と称している。
- 13世紀より、ノヴゴロド公国内に住む沿バルト＝フィン民族（ヴェシ族、ヴォヂ族、イジョラ族、コレラ族。ただしエストィ族を除く[要出典]。）がチュヂ族と呼ばれている。またザヴォロチエ地方（北ドヴィナ川、オネガ川流域を指す歴史的地名）ではチュヂ・ザヴォロチスカヤ（ザヴォロチエのチュヂ族）と呼ばれた。
- 15世紀より、これらを含むフィン・ウゴル系民族に対する嘲笑的な呼称である、チュフナ、チュフネツという表現が登場した[注 3]。
- 帝政ロシアにおいては、1917年までヴェプス人の正式名称としてチュヂが用いられていた[10]。

## 現在
今日のウドムルト人の中には、チュドヤ（Чудъя）、チュドナ（Чудна）等の名をもつ氏族があり、また、非キリスト教徒のコミ人(ru)の中に、自身や先祖を同様の名称で呼ぶものがある。ロシアでは2002年に、2002年全ロシア国勢調査に際して、独立した一個の民族の名称として「ロシア連邦の民族・言語の一覧」中のコードの１つ（No.351）にチュヂの名称が記載された。地名としては、ロシアの都市チュドヴォ、チュド湖(ru)、（また、おそらくはチュチ川(ru)も）がチュヂ族の名に由来する。